# Je te veux (elle est si lourde)
Je te veux (elle est si lourde) (France) ou Marge à planche (Québec) (I Want You (She's So Heavy)) est un épisode de la série télévisée d'animation Les Simpson. Il s'agit du seizième épisode de la trentième saison et du 655e de la série.

## Synopsis
Marge et Homer doivent assister à un séminaire sur les dangers de la drogue et confient la garde de leurs enfants à Shauna, qui fait rentrer son petit ami par la fenêtre. Ayant déjà assisté au même séminaire l'année passée, Marge propose de s'en aller en douce, et a envie de se rendre au salon du mariage juste à côté. Ils y rentrent en volant des badges et y passent une soirée romantique à souhait. De retour chez eux, Homer tente de porter Marge jusqu'à leur chambre à coucher, mais il se bloque le dos et ils tombent tous les deux dans l'escalier.
Alors que Marge se retrouve avec une entorse et la jambe immobilisée, Homer est bloqué par une hernie discale. Marge va alors poursuivre sa rééducation en faisant du kitesurf sur les conseils de son kiné, et elle décide de le faire seule, ne voulant pas qu'Homer ne lui rende la tâche plus difficile.
Mais ce dernier a des hallucinations dues aux médicaments, et voit sa hernie s'adresser à lui sous la forme d'un petit bonhomme. Celui-ci le pousse à refuser la rééducation et à faire tout ce qu'il veut, c'est-à-dire manger un maximum et regarder la télévision. Marge se sent délaissée et s'éloigne de son mari, passant tout son temps à la plage en compagnie de son rééducateur. Lisa décide d'aider ses parents à se rabibocher en essayant de trouver une activité qu'ils pourraient faire ensemble. Elle amène son père sur la plage par un subterfuge, et celui-ci veut absolument faire du kitesurf pour aller retrouver sa femme. Pendant ce temps, la police enquête sur le rééducateur de Marge prétendument néo-zélandais qu'elle soupçonne être un espion russe.

## Réception
Lors de sa première diffusion, l'épisode a attiré 2,21 millions de téléspectateurs.